# 豐臣公主
《豐臣公主》（日語：プリンセス・トヨトミ，英語：Princess Toyotomi）是日本作家万城目学的小説。后改編成同名电影，于2011年上映。

## 概要
本作是萬城目學的第一部長編連載作品。在別冊文藝春秋2008年1月号連載到2009年1月号、2009年3月由文藝春秋發行。獲得第141回直木賞的候補作。是繼『鹿男』、『鴨川荷爾摩』後的「關西三部作」之一。以四百年來持續守護著大阪的男人們與完全不知道真相而來到大阪的会計檢查院之間的攻防作為故事主軸、是一部描述親子間羈絆的異空間作品。與『鹿男』共有一部世界觀、所以同作品中登場的大阪女学館劍道部顧問老師‧南場勇三也會登場。另外也會有同作品中經常發生的地震事件。
為了創作出與「吉本」以及搞笑節目不同印象的「日常的大阪」「另一個大阪」而因此執筆、例如以知名度不高的空堀商店街為主要舞台、讓大輔與茶子的會話沒有所謂的耍笨與吐嘈（反而來自東京的會計檢查院卻很多這種場景）、也沒有出現狂熱的阪神虎隊球迷（不過電影版倒是有插入許多知名的新世界及道頓堀等場景）。

## 内容简介
5月31日星期四下午4点，大阪府突然宣布一切的营业活动、就連商業活動也跟著一起停止。故事也因此從這裡追溯到10天前，以东京来的三名会计检查院调查官与居住在空堀商店街的两个中學生一段看起來毫不相關的相遇作為故事的展開。
屬於会计检查院第六局的松平、鸟居、旭三人在大阪的各機關進行會計調查。三人最后调查的是名单中一個神秘的团体“社團法人OJO”，但因為檢查期間中查不出任何東西而打算就這樣返回東京。另一方面，有一對在空堀中学上学的青梅竹马‧大辅和茶子。大辅一直以来想成为女孩子並且夢想以水手服姿态上学進而實行這個計畫，但是，等待他的卻是非常強烈的欺凌……
新一週的星期二，因為某個理由留在大阪的松平偷偷进入OJO進行實地检查……又另一方面，大辅那天在導師要他早退後，和父亲一起去了某个地方。松平和大辅他們所看到的是长眠在地下的“大阪国”，大辅也知道了他的父亲就是大阪国的总理大臣。
“大阪国”35年來總共接受了日本政府175亿日元的补助金，並且還以最重要的国家条约作为盾牌，讓松平决定為了揭發“大阪国”這種不正当的行为而要與他們進行對決。但此时，大辅受到的欺侮卻越來越激烈，讓茶子因此決定要突襲欺負她的人並且使事情因此走向無法想像的發展。
在各自的想法和误解彼此交错的时候，一段被封闭的历史之门也因此被悄悄打开。

## 主要登場人物
主要登場人物的名字來自於史實人物的名字。例如採用豐臣秀吉妹妹旭姫的「旭」字。暗示本作中的真田家是效忠豐臣家的真田家後裔、其他登場人物、也各自以東京=德川方・大阪=豐臣方作為其代表的立場。

### 会計檢查院
松平 元（まつだいら はじめ）
会計檢查院第六局副長。39歳，是国家公務員1種考試的榜首，以「想要負責檢查工作」為由而進入檢査院。擁有卓越的調査能力及毫不妥協的態度而得到「鬼之松平」的綽號而令人敬畏。擁有在進行大工程前會弄響全身關節的習慣。喜歡吃冰淇淋，就算工作時也會吃一口。雙親出身大阪，曾長期與已過世並且擔任官員的父親有過爭執。小時候，有兩年的時間住在森之宮、並且在那時親自目擊到大阪城的異狀。部下鳥居對他的印象會連想到三島由紀夫。名字由來來自德川家康的原名、松平元康。
鳥居 忠（とりい ただし）
隸屬会計檢查院第六局。32歳。體格嬌小而有一副娃娃臉。有著不像是調查員的輕浮個性、就算已經有十年的資歷也會有出錯的時候。可是卻能夠因為其不喜歡墨水的臭味的體質而看穿有無偽造文件、而可以發揮出比預期更加敏銳的本事、因此被人稱為「奇蹟的鳥居」、也因此被松平看上這份能力而讓他成為自己的手下。原作對自己的名字只會寫「ただし」、但在電影中則是會用漢字寫成「忠」。名字由來來自家康的手下鳥居元忠。
旭‧甘斯柏格（あさひ ゲーンズブール）
隸屬会計檢查院第六局。29歳。畢業於哈佛大學。是国家公務員1種考試的榜首、是個曾在內閣法制局工作過的才女。是日法混血兒、也擁有會讓男性多看一眼的美貌。不過不會說法語、反而相當擅長英語並且不知為何的是也會大阪腔。因為某個目的而進入檢查院。沒有男友、並且因為相親不順利而在檢査院內部充滿她的流言。不喜歡被人叫她的名字、說能夠叫自己的名字的人只有自己的母親、對於鳥居的態度相當冷淡。名字由來來自秀吉的妹妹，也是家康正室的旭姫。

### 大阪市立空堀中學
真田 大輔（さなだ だいすけ）
中學二年級生。小學時就很憧憬穿女裝、因此很排斥穿男裝（但不是同性戀）。由於穿水手服上學而因此遭到欺凌、但依然堅持拒絕穿男裝。不過因為不擅長運動而擁有肥胖的體型而一點也不適合穿水手服。名字由來來自真田幸村的長男真田大助。
橋場 茶子（はしば ちゃこ）
中學二年級生。田徑隊隊員。2歳時雙親因為車禍而過世、因此由收養自己的叔母（在宗右衛門町經營餐廳）及大輔的家庭所扶養。有著很男孩子氣的個性，從小就一直守護著大輔。是第一個知道大輔穿水手服上學的人。名字由來來自秀吉的姓氏「羽柴」及秀賴的母親・淀殿的本名「茶茶」。
島 猛司（しま たけし）
中學二年級生。家裡是經營乾菜店，父親在1年前過世，是大輔家「太閤」的鄰居，和大輔相當親近，是大輔的理解者之一。名字由來來自豐臣方武将・島左近。
蜂須賀 勝（はちすか まさる）
中學三年級生。父親是暴力團組長，本人也是校內的大哥，因為看不慣大輔的女裝打扮而一直欺負他。名字由來來自秀吉的手下蜂須賀正勝。
後藤（ごとう）
大輔班上的國語老師。因為上課冗長而不受學生歡迎，不知為何很在意大輔。名字由來來自豐臣方武将・後藤又兵衛。

### 真田家
為效忠豐臣家的真田家後裔、歷代都由真田家男人負責在離大阪國秘密最近的地方守護這個秘密。
真田 幸一（さなだ こういち）
大輔之父。御好燒店「太閤」的老版。料理實力相當高明、但因為頑固的個性而一直拒絕雜誌的採訪。本人雖然是大阪人卻不是阪神虎的球迷而是廣島鯉魚的球迷、特別是相當喜歡前田智德。與茶子的母親是老朋友。實際上他是現任大阪国總理大臣。名字由來來自被稱為「日本第一兵」的豐臣軍主力・真田幸村。
真田 竹子（さなだ たけこ）
大輔之母。容許大輔喜歡穿女裝的喜好。名字由來來自幸村的正室・竹林院（竹姫）。
真田 昌一（さなだ しょういち）
大輔的祖父、幸一之父。在「太閤」店裡正忙碌時，會代替自己的兒子還照顧大輔。在大輔小学1年級時過世。名字由來來自幸村之父・真田昌幸。

### 其他人
淺野（あさの）
平常時是空堀商店街中的和菓子店「達磨屋」的老闆。負責在長濱大樓中擔任看守進入大阪國隧道的守門人。是幸一從小就認識的長老之一。名字由來來自秀吉的家臣淺野氏。
長宗我部（ちょうそかべ）
平常時是小学的社会老師。在松平拜訪大阪国時、在裡面的議事堂擔任嚮導和書記。名字由來來自長宗我部氏第22代当主長宗我部盛親。
千野（ちの）
平常是個律師。在大阪国發生「全體挺身而出」事件後、為了確認及收拾整個狀況而向松平提出問題。名字由來來自秀吉的家臣及茶頭・千利休。
宇喜多（うきた）
大阪府警少年課刑警。很照顧大輔等人。長相兇惡，個性也很無禮。名字由來來自秀吉的手下宇喜多秀家。

## 用语解说
大阪国
豐臣家在大坂夏之陣滅亡後，德川家也將丰臣秀吉建造的大阪城全部焚毁並且從大阪開始消除丰臣家的痕迹。這讓对德川家的做法不滿的大阪人們，为了守護秘密而在地下建造大阪城並且因此創建了大阪國。之后在明治维新时，與太政官政府和签署条约，讓他們正式承认大阪国的存在並且也要求他們編制預算供大阪國營運使用，但同時也被要求他們不能對外公開此事，一旦曝光的話即是宣告了大阪國的終結。
在國家「訪問（視察）」的場合中會很老實地面對。又在發生危機時、大阪国的人們一定會集合在一起「挺身而出」。但大阪府民並非全是大阪國的人、還必須具備有被大阪國的人認可的條件才行。
因為是個「国家」、因此大阪国存在有「国会議事堂」。其內部與實際的國會議事堂相當像、不過在這裡卻未進行立法的工作。每三年會選出「大阪国總理大臣」。另外不旦有相當充沛的營運資金、還擁有確認大阪国民的超級電腦以及為了「集合」的所準備的傳達・整備資金。
社團法人OJO
由接受國家及大阪府輔助的大阪國所設立的假組織之一。因為大阪国無法公開其存在、因此其報告內容會將一部份資金偽裝成是「補助金」。事務所位於空堀商店街的「長濱大樓」、與大阪國之間有一道長長的隧道可以互相通行。「OJO」既不是簡稱也非其他事物、是指大阪国的人所要守護的東西、而這就是大阪國存在的理由。

## 改编广播剧
在 NHK-FM頻率的「青春アドベンチャー」中，於2009年11月23日播放到 12月4日、全10集。因為時間關係而有刪除部分原作的情節。另外在播放第1集時，當天作為連動企畫的「今日は一日○○三昧」也在NHK大阪放送局現場播放。另外2012年2月20日到3月2日、於青春アドベンチャー中再次播放。

### 工作人員
- 劇本 - オカモト國ヒコ
- 選曲 - 水津雅幸
- 導演 - 佐佐木正之
- 技術 - 糸林薫、山田顕隆
- 音響効果 - 石川恭男（第1集 – 5集）、千本木真純（第6集/7集）、久保光男（第8集 – 10集）

### 登場人員
- 松平元 - 利重剛（少年時代 - 關根航）
- 鳥居 - MAKI
- 旭甘斯柏格 - 川原亞矢子
- 真田大輔 - 三田村陽斗
- 橋場茶子 - 櫻田實久
- 島猛司 - 矢野有祐
- 蜂須賀勝 - 長澤翼
- 真田幸一 - 赤井英和
- 真田竹子 - 岸昌代
- 長宗我部 - 峯村淳二
- 千野 - 山崎海童
- 松平之父 - 柳澤慎一
- 松平之母 - 池田道枝
- 日本国總理大臣 - 岡本富士太
- 宇喜多 - 大賀太郎
- 木村兄 - 飯山祐太
- 木村弟 - 興津正太郎
- 課長 - 荒谷清水
- 坐輪椅的老人 - 若林哲行
- 便服警官 - 辻本一樹
- 大阪府廳的職員 - 下塚誠
- 自動販賣機聲音 - 林英世
- 其他演員 - 内田健介、重松收、本多新也、大西加代子、佐藤亮太、落丸紗矢、中村都、關貴昭、關越子、仲野文梧、大西夢瑠

## 改编电影
2011年5月28日，以「豐臣公主」之名在日本各地上映，劇本、導演、製作同樣都是由將『鹿男』電視劇化的工作人員負責，是導演鈴木雅之的作品。
以日本江戶時代初期，大坂夏之陣時應該滅絕的豐臣氏，其後代卻殘存下來並且接受大阪人們的暗中幫助而因此成立了大阪國為故事，讓此片被喻為日本版的達文西密碼。

### 宣傳标语
- 那一天大阪停了下來。
- 大阪全部停止。掌握關鍵的正是豐臣氏的後裔。

### 劇情簡介
大坂夏之陣後，當時豐臣家的豐臣秀賴與兒子豐臣國松應該都已經死亡，但其實國松逃過一劫，被處刑的國松是德川氏為了平定眾心才找來的替身。而大阪人為了保護這支血脈，他們秘密建造了一個獨立的國家。
現在，三位會計檢察官來到大阪，調查國家預算是否遭到不當使用，卻因為組織OJO陷入瓶頸。來自東京的會計三人組，能否解開這個動搖大阪城歷史的秘密？

### 与原作的不同处
- 原作中，鳥居是男性，旭則是女性。但電影中則互換性別。
- 原作中大阪國男性認為只有男性知道大阪國存在的秘密，女性全部知道大阪國的存在但不讓男性知道女性已知曉，且放任男性進行「為了大阪國而實行的行為」而不予干涉；但電影中則是男女皆知。
- 原作中大阪城全城停止運作不是在5月31日而是在7月8日。另外從會計檢查院3人組來到大阪到全城停止運作的時間、從原作的10日間縮短到4日。另外空堀商店街及空堀中學的事件也被大幅刪除。取而代之的是会計檢查院3人組與大輔、茶子的互動增加。
- OJO成為財團法人並且被冠上「大阪城址整備機構」的假名、經理也由長曾我部擔任。
- 成為大阪國人的時間。原作中是18歳、但電影改成14歳。
- 「太閤」的菜單上有寫著御好燒。原作中幸一以因為「有點奇怪」而沒有寫在菜單上。
- 原作中由茶子單獨去襲擊蜂須賀組事務所、電影改成由受蜂須賀挑釁而在成為大阪国民後的大輔去襲擊事務所。另外也沒有描寫蜂須賀以後的事情。
- 電影後段中改成由檢查院與大阪國在府廳前進行會談、原作中是真田被流彈打中而由松平作緊急處置、電影中改成松平受攻擊而被送到醫院。另外也沒有描寫到日本政府。
- 原作中松平是母親的姓，而在雙親離婚後而改姓。父親的姓氏則不明。電影中則是在其父的病床上有寫著「松平 康（和兒子的名字加起來就是松平元康）」的場景。
- 原作中說松平的雙親出身大阪、但電影中未提到他的母親。
- 對OJO的實地檢査在原作中的三十五年內一次都沒有進行過、但電影中改成沒有三十五年前的紀錄。
- 大阪府廳職員名有「堀田」、OJO理事名有「直江」。這些人都是原作中未登場的角色，也都是來自大阪方武將的名字。

### 主要演員
- 松平元 - 堤真一 （小時候 - 岡部太夢）（中文配音：夏治世）
- 鳥居忠子 - 綾瀨遙
- 旭甘斯泊格 - 岡田將生（中文配音：蔣鐵城）
- 真田大輔 - 森永悠希
- 橋場茶子 - 澤木琉可（日语：沢木ルカ）
- 長曾我部盛康 - 笹野高史
- 真田竹子 - 和久井映見
- 真田幸一 - 中井貴一
- 空堀中學校長 - 宇梶剛士
- 大阪府廳幹部職員 - 甲本雅裕
- 国会議員秘書 - 合田雅吏
- 大阪城址利史研究所所長 - 村松利史
- 警官 - 岡山一
- 活動舉辦公司負責人 - 川井勤
- 大阪某事業團体職員 - 河原健二
- 蜂須賀組組長（勝的父親） - 卜字高雄
- 伊茶（国松之母） - 菊池桃子
- 松平康（松平之父） - 平田滿
- 漆原修三 - 江守徹
- 国松 - 加賀瀨翔
- 大阪府廳職員 - 岩透徹
- 大阪府廳先輩職員 - 社城貴司
- 大阪府廳新人職員 - 須田邦裕
- 蜂須賀勝 - 上村響
- 蜂須賀組組員 - 駿河太郎
- 不良少年 - 田中尚輝、中西一志、岸川拓也
- 鎮民 - 窪田弘和
- 章魚燒店的老婆婆- 中喜多真代
- 南場勇三 - 宅間孝行（友情客串）
- 章魚燒店老闆 - 玉木宏（友情客串）
- 主播- 山本浩之、村西利惠（關西電視台主播）
- 空堀商店街的男性 - 林弘典（關西電視台主播）
- 德川方武將 - 堤真一（分飾角色）

#### 工作人員
- 劇本 - 相澤友子
- 音樂 - 佐橋俊彦
- 導演 - 鈴木雅之
- 製作 - 龜山千廣（富士電視台）、堤田泰夫（關西電視台）、島谷能成（東寶）
- 企劃 - 石原隆（富士電視台）、簱啓祝（關西電視台）、市川南（東寶）
- 製作人 - 土屋健（富士電視台）、稲葉直人、前田茂司
- 協助製做人 - 矢野浩之（關西電視台）
- 流程製作人 - 向井達矢（樂映舎）
- 美術製作人ー - 竹村寧人（東映京都攝影所）
- 美術 - 荒川淳彦
- 美術設計 - 吉田孝（東映京都攝影所）
- 撮影 - 佐光朗
- 照明 - 加瀬弘行（FLT）
- 録音 - 柿澤潔
- 編集 - 田口拓也（VASC）
- VFX監製 - 石井教雄
- 選曲 - 藤村義孝（SPOT]）
- 音響効果 - 柴崎憲治、大河原将（Arquebuse）
- 造型 - 伊賀大介
- 場記 - 戸国歩
- 助理導演 - 長瀬国博
- 製作負責 - 古野忠司
- 片尾曲- 天使女伶「Princess Toyotomi〜永遠の絆」
- 音樂製作協力 - 行方均、荒井憲一、小林和廣、花村路津子（EMI音樂 (日本)）、澤崎隆一、岩本綾美（波麗佳音）
- 企劃協助 - Boiled Eggs、文藝春秋
- 取材協助 - 大阪城天守閣（页面存档备份，存于）、會計檢查院
- 製作 - 富士電視台、關西電視台、東宝
- 製作事務所 - 樂映舎
- 製作協助 - 東映京都撮影所
- 發行 - 東寶

## 外部連結
- 《豐臣公主》小说官方网站
- 原作者萬城目學：豐臣公主簡介
- Yahoo電影：豐臣公主介紹（页面存档备份，存于）
- 豐臣公主臺灣官方部落格（页面存档备份，存于）
- 豐臣公主-緯來日本台（页面存档备份，存于）